# IK Norrköping Friidrott
IK Norrköping Friidrott, IKNF, är en friidrottsklubb som skapades årsskiftet 2006-2007.
Klubben bildades av de gamla klubbarna IK Tiwaz, Norrköping Friidrottsklubb och Söderköping Friidrottsklubb. Den nya klubben tillhör "Elitklubbarna" och var i september 2007 landets 15:e bästa klubb med 150 hopsamlade SM-poäng under året.